# Band of Gypsys
Band of Gypsys es un álbum en vivo y un proyecto de Jimi Hendrix (junto a Billy Cox y Buddy Miles), posterior a la banda The Jimi Hendrix Experience. 
Lanzado antes de su muerte en 1970, fue el último álbum que autorizó en persona, y el único editado bajo el sello Capitol Records (en Estados Unidos), debido a un contrato que había firmado en 1965 antes de saltar a la fama. Band of Gypsys fue posteriormente incorporado a MCA Records, junto al resto de su catálogo, y en la actualidad forma parte de Geffen Records. 

## Historia
Luego de la separación de The Jimi Hendrix Experience, Hendrix tocó con una formación a la que llamó Gypsy Sun and Rainbows, en el Festival de Woodstock. El bajista Billy Cox ya era miembro de esa primera formación. La banda tuvo corta duración, y pasó a llamarse Band of Gypsys con la llegada de su amigo, el baterista Buddy Miles. El nombre “Band of Gypsys” ya había sido mencionado como alternativa por Hendrix durante su presentación en Woodstock.  Es un tributo al gran guitarrista de Jazz, Django Reinhardt. 
Junto con Buddy, comenzaron a buscar una dirección musical, en un principio hubo tres percusionistas, pero eso fue descartado debido al sonido congestionado que producían. En ese entonces grabaron material de estudio, parte del cual ha sido editado como material póstumo, y tuvieron su debut en vivo en el neoyorquino teatro Fillmore East, en la víspera de año nuevo de 1969, con una serie de cuatro shows durante dos días. En el show de Fillmore East se producen las versiones definitivas de los temas "Who Knows" y "Machine Gun".
El concierto de Fillmore East encuentra a Hendrix en su punto más alto, y las canciones que seleccionó para la publicación de Band of Gypsys (nombre del álbum grabado en vivo) fue material completamente nuevo. El hecho de que dichas canciones nunca habían sido publicadas como grabaciones de estudio aumenta el valor de este álbum. Específicamente, la versión de “Machine Gun” de este show es ampliamente considerada como una de las mejores interpretaciones en la historia del rock, con sus doce minutos ininterrumpidos, es la muestra de un talento sublime. Su duración, complejos solos de guitarra y de percusión confluyen en un evento musical de interacción continua, simulando los sonidos y la adrenalina de un campo de batalla: helicópteros, bombas, explosiones y, especialmente, ametralladoras (machine guns). A pesar de esto Hendrix mantiene en todo momento la línea melódica de la canción así como la calidad del sonido. Afortunadamente, este hito en la historia de la guitarra y del blues fue grabado.
Hendrix incluyó dos canciones de Buddy Miles en el álbum, a modo de disculpa por su posterior separación de la banda. "We Gotta Live Together" fue editada para el álbum. Originalmente su duración era del doble de la versión final. La original puede escucharse en el disco doble "Live at the Fillmore East".
Debido a la demanda de cuatro recitales en dos días, la banda tuvo falta de material. Por ello, Hendrix recurrió a los conocidos "Wild Thing", "Hey Joe", "Purple Haze", "Voodoo Child (Slight Return)", "Foxy Lady", "Fire", y "Stone Free" para completar las presentaciones. De hecho, cerca del final del cuarto y último recital, dijo: “Estamos tratando de encontrar algo que tocar, pero sólo conocemos seis canciones en estos momentos... siete... nueve”. Luego interpretó una versión rápida de "Voodoo Child (Slight Return)". Hendrix estaba estimulado por sus nuevos compañeros, quienes aportaron nueva vida en estos clásicos de épocas anteriores no incluidos en el álbum.
Luego de un show caótico en el Madison Square Garden el 28 de enero de 1970, Band of Gypsys fue disuelta. Con el antiguo miembro Mitch Mitchell en batería y Billy Cox en bajo, The Jimi Hendrix Experience fue reformada. En los siguientes meses trabajaron en el siguiente trabajo de Hendrix, pensado para ser un doble (o quizás triple) álbum hasta su trágica y repentina muerte en septiembre de 1970. En este mismo periodo había planeado trabajar con Gil Evans, compositor de Jazz y colaborador de Miles Davis, y aparentemente la realización de numerosos proyectos a futuro, incluidos aquellos con Eric Clapton, Emerson Lake & Palmer, Miles Davis y Duane Allman. 
Producido por Hendrix, "Band of Gypsys" alcanzó el puesto número cinco en Estados Unidos y el número seis en el Reino Unido trasformándose en uno de sus álbumes más vendidos.
Band of Gypsys es también el nombre de un documental que contiene los cuatro recitales en el teatro Fillmore East.

## Canciones
Lado A
1. "Who Knows"
2. "Machine Gun"

Lado B
1. "Changes" (Buddy Miles)
2. "Power to Love"
3. "Message of Love"
4. "We Gotta Live Together" (Miles)

- Todos los temas de Jimi Hendrix, salvo los indicados

Lista de temas de los conciertos
Las grabaciones incluidas en Band of Gypsys se centraron en material de los dos últimos recitales, que se desarrollaron en la noche del 1 de enero de 1970. La lista de temas de estos recitales es la siguiente:
1 de enero de 1970 (Tercer recital de Fillmore East)
1. "Who Knows"
2. "Machine Gun"
3. "Them Changes"
4. "Power of Soul"
5. "Stepping Stone"
6. "Foxy Lady"
7. "Stop"
8. "Hear My Train A-Comin"
9. "Earth Blues"
10. "Burning Desire"

1 de enero de 1970 (Cuarto recital de Fillmore East)
1. "Stone Free/Little Drummer Boy"
2. "Them Changes"
3. "Power of Soul" (Escrito "Power to Love" en el LP)
4. "Message of Love"
5. "Earth Blues"
6. "Machine Gun"
7. "Voodoo Child (Slight Return)"
8. "We Gotta Live Together"
9. "Wild Thing"
10. "Hey Joe"
11. "Purple Haze"

## Integrantes
- Jimi Hendrix – guitarra eléctrica, voz
- Billy Cox – bajo
- Buddy Miles – batería, voz

## Equipo de producción
- Jan Blom – foto de tapa
- Jimi Hendrix (Heaven Research) – productor
- Wally Heider – Ingeniero
- Robert Herman – fotografía
- Eddie Kramer – mezcla, masterización, remasterización
- George Marino – remasterización
- John McDermott – Notas informativas en tapa del álbum
- Joseph Sia – fotografía
- Tapa de álbum diseñada por Victor Kahn